# Rhopalophthalmus chilkensis
Rhopalophthalmus chilkensis är en kräftdjursart som beskrevs av O. Tattersall 1957. Rhopalophthalmus chilkensis ingår i släktet Rhopalophthalmus och familjen Mysidae. Inga underarter finns listade i Catalogue of Life.